# Anne Treisman
Anne Marie Treisman (née Taylor; 27 de febrero de 1935 - 9 de febrero de 2018) fue una psicóloga inglesa que se especializó en psicología cognitiva. Investigó sobre la atención visual, percepción de los objetos, y memoria. Una de sus ideas más influyentes es la teoría de integración de características de atención, publicado por primera vez con G. Gelade en 1980. Treisman fue profesora en la Universidad de Oxford, la Universidad de Columbia Británica, en la Universidad de California en Berkeley y la Universidad de Princeton. Supervisó a notables compañeros postdoctorales incluidos Nancy Kanwisher y Nilli Lavie. 
En 2013 Treisman recibió la Medalla Nacional de Ciencia que le entregó el presidente Barack Obama por su trabajo como pionera en el estudio de la atención. Durante su larga carrera, Treisman definió experimental y teóricamente la problemática de cómo la información es seleccionada e integrada para formar objetos que guían al pensamiento humano y a la acción.

## Vida y educación
Anne Treisman nació en Wakefield, Yorkshire, Inglaterra. Dos años después su familia se mudó a una aldea cerca de Rochester, Kent donde su padre, Percy Taylor, trabajó como director de educación durante la Segunda Guerra Mundial. Su madre, Suzanne Touren, era francesa. A la edad de once años, Treisman se mudó con su familia a Reading, Berkshire donde atendió a la escuela de gramática para mujeres Kendrick School. El sistema educacional inglés de la época forzó a Treisman a escoger solo tres de asignaturas en sus últimos dos años de secundaria, y Treisman se enfocó en las artes del lenguaje (francés, latín e historia).
En 1954 Treisman recibió su licenciatura de artes en literatura francesa en el colegio Newnham en Cambridge. Recibió una primera clase de licenciatura con distinción, que le consiguió una colegiatura que usó para obtener una segunda licenciatura en psicología. Durante su año extra, Treisman estudio bajo la supervisión de Richard Gregory, quien la introdujo a varios métodos de exploración de la mente mediante experimentos de percepción. Mientras que en Cambridge, estaba activa en la escena de la música folclórica.
En 1957, Treisman atendió a la Universidad de Oxford para trabajar en su doctorado en filosofía bajo supervisión de Carolus Oldfield. Treisman realizó una investigación sobre la afasia, pero pronto perseguiría interés en poblaciones no clínicas. La investigación de Treisman fue guiada por el libro de Donald Broadbent, Percepción y comunicación. Después de tres años de investigación, se casó con Michel Treisman en 1960, otro estudiante graduado de Oxford. Dos años después, Treisman completó su tesis “Selective attention and Speech perception” (Atención Selectiva y percepción del habla) en 1962.
En 1976, el matrimonio de Treisman con Michel terminó en divorcio. Se volvió a casar con Daniel Kahneman en 1978, quien ganó el premio Nobel Memorial de Economía en 2002.
Murió el 9 de febrero de 2018 de un ataque cerebral.

## Carrera
En la época en la que Treisman estaba trabajando en su doctorado, la psicología estaba cambiando de una visión conductista tradicional al de un procesador de información activo. Donald Broadbent y Colin Cherry habían recientemente introducido la escucha selectiva (también conocido como “efecto cóctel”) Broadbent después propuso un modelo filtro de atención selectiva en el cual propuso que la información auditiva desatendida se filtra temprano en los procesos de percepción y no se analiza. Esta teoría fue criticada porque no podía explicar por qué la información desatendida a veces pasa el “filtro”.
Después de recibir su doctorado, Treisman trabajó en la Unidad de Investigación Psicolingüística del Consejo de Investigación Médica realizando una investigación en la escucha selectiva. En 1964, Treisman propuso su teoría de la atenuación, la cual contrarrestó el modelo de filtro de Broadbent y propuso que la información desatendida es atenuada antes que completamente filtrada fuera de la conciencia. Treisman utilizó una tarea de escucha dicótica durante la cual los participantes escuchaban múltiples idiomas y diferentes voces (hombres vs. mujeres.). Demostró que la diferencia entre dos idiomas igualmente conocidos no permitía una selección más eficiente que una diferencia en materia entre dos mensajes en el mismo idioma. Sin embargo, idiomas desconocidos, producían menos interferencia. Parecía que el rechazo completo o filtrado de un idioma era casi imposible; con algún grado de variabilidad según las características físicas y el idioma del mensaje recibido. Treisman concluyó que las características de los mensajes entrantes son analizados de manera exitosa desde el sistema nervioso y que la selección entre mensajes en misma voz, intensidad, y localización tiene lugar donde, en lugar de antes o después, el análisis, el cual resulta en la identificación de su contenido verbal.
En esta etapa, la capacidad de manejo de información se vuelve limitada y solo puede manejar una entrada a la vez;
manteniendo un mensaje siempre que sea posible o cambiando entre los dos. Así, la sugerencia de Broadbent de que las clases de palabras constituyen "canales de entrada" separados podría rechazarse. Su teoría señala también que las características físicas son procesadas en etapa temprana, mientras que los procesos semánticos ocurren después.
En 1967, mientras trabajaba como científica visitante en el departamento de psicología de Bell Telephone laboratories, publicó un artículo en Psychological Review que fue "fundamental para el desarrollo de la atención selectiva como campo de estudio científico".
Después, Treisman regresó a Oxford, donde aceptó una posición en el departamento de psicología como conferencista universitaria y fue nombrada miembro del St. Anne's College (Treisman, 2006). Aquí, ella empezó a explorar la idea de que la atención está involucrada en integrar distintas características para formar una representación completa de un objeto.
Treisman y Kahneman aceptaron puestos en la Universidad de British Columbia poco después de su casamiento. En 1980, Treisman y Gelade publicaron su seminal clásico proponiendo la teoría de integración de características de atención (FIT). Un elemento clave para esta teoría es que las primeras etapas de la percepción del objeto codifican características como el color, la forma, y la orientación como entidades separadas; la atención enfocada combina distintas características en la percepción del objeto.
En 1986, Treisman se mudó a la Universidad de California, Berkeley, donde ella y Kahneman dirigieron un “laboratorio de atención” en el departamento de psicología. Desde 1993 hasta su retiro, en 2010, Treisman fue un miembro del Departamento de Psicología en la Universidad de Princeton. Se le otorgó el nombramiento de James S. McDonnell Profesora Distinguida de Psicología de la Universidad de Princeton en 1995. Su trabajo apareció en 29 capítulos de libros y más de 80 artículos periodísticos y es altamente citada en la literatura psicológica, también como prominentemente incluida en libros de texto introductorios y avanzados.
Establecido con un regalo anónimo en 2015, el centro Kahneman-Treisman de ciencia del comportamiento y políticas públicas, ubicado en la Escuela Woodrow Wilson de Princeton, honra el legado de Daniel Kahneman y Anne Treisman.

## Teoría de integración de características.
La teoría de integración de características de atención de Treisman es un modelo de dos etapas de la percepción del objeto visual:

### Etapa preatenta
La primera etapa es llamada “preatenta” porque pasa automáticamente o sin esfuerzo, ni atención del receptor. En esta etapa, un objeto es desglosado a sus características básicas para procesar (por ejemplo, color, textura, forma, etc.). Treisman postula que no estamos conscientes de esta etapa de la atención porque ocurre demasiado rápido y temprano en los procesos perceptuales (antes del estado de consciencia). Evidencia para el estado preatento viene de los estudios de Treisman. Treisman creó un cuadro de cuatro objetos flanqueados por dos números negros. Esto pasaba al proyectarlo en la pantalla de una computadora durante 1/5 de segundo y después un punto aleatorio para eliminar residuos perceptivos del estímulo después de que el estímulo se apagó. Se le pidió a los participantes que primero reporten en los números negros seguido de lo que vieron en cada una de las 4 ubicaciones donde estuvieron las formas. Bajo estas condiciones, los participantes informaron haber visto conjunciones ilusorias en el 18% de las pruebas. Esto quiere decir que los participantes dijeron ver objetos que consisten en una combinación de diferentes atributos de dos estímulos diferentes. Por ejemplo, después de ver un gran círculo amarillo, un gran triángulo azul, un pequeño triángulo rojo, y un pequeño círculo verde, alguna persona tal vez reporte haber visto un pequeño círculo rojo y un pequeño triángulo verde. La razón por la que ocurrieron las conjunciones ilusorias es que los estímulos se presentaron rápidamente y la atención de los observadores fue distraído del objeto de atención al enfocarse en los números negros; los atributos elementales no han sido agrupados a un objeto todavía. Hacer que los participantes atendieran a los objetos de atención elimina la conjunción ilusoria.

### Etapa de atención centrada
La segunda etapa de procesamiento depende de la atención. En esta etapa las características están recombinadas, así que percibimos el objeto completo en lugar de sus características individuales.
Treisman vinculó los procesos de unión que ocurren en la etapa de atención enfocada a la fisiología al observar que un objeto causa actividad en la corriente del “qué” y el “dónde” de la corteza (ver la hipótesis de dos corrientes). La actividad de la corriente '' que '' incluye información sobre el color y la forma, mientras que la actividad en la corriente “donde” incluye información acerca de la ubicación y el movimiento. De acuerdo a Treisman, la atención es el “pegamento” que combina la información de las dos corrientes y nos hace percibir todas las características de un objeto como combinadas en una ubicación en específico ubicación específica. Es fácil considerar la percepción de un objeto aislado, pero cuando consideramos múltiples objetos, numerosas características existen en muchas ubicaciones. La tarea del sistema perceptual es asociar cada una de estas características con el objeto al que pertenecen. La teoría de la integración de características de atención (FIT) propone que para que esto ocurra necesitamos enfocar nuestra atención en cada objeto en su momento. Una vez que atendemos a una ubicación particular, las características en esa ubicación se unen y se asocian con el objeto en esa ubicación.
Treisman repitió el experimento de la ilusión de conjunción, pero ahora instruyendo a los participantes que ignoren los números y que enfoquen su atención en los cuatro objetos de atención. La atención centralizada pudo eliminar la ilusión de conjunciones.
La teoría de integración de características de atención de Treisman ahora utiliza tres diferentes mecanismos espacialmente selectivos para resolver el problema vinculante: selección por una ventana de atención espacial, inhibición de ubicaciones desde mapas de características que contienen características no deseadas y activación de arriba hacia abajo de la ubicación que contiene el objeto atendido actualmente.

## Impacto
William James discutió la conexión entre atención y procesos mentales, “millones de artículos… están presentes para mis sentidos donde nunca entran a mi experiencia de manera apropiada. ¿por qué? Porque no tienen interés para mi. Mi experiencia es lo que accedo a atender… todos saben que es la atención. Es tomar posesión por la mente, en forma clara y vívida, de uno de lo que parecen varios objetos simultáneamente posibles o trenes de pensamiento… Implica retirarse de algunas cosas para tratar de manera efectiva con los demás.
A inicios de los años 1980, los neurocientíficos como Torston Wiesel y David H. Hubel estuvieron descubriendo que diferentes áreas de la corteza visual de los primates fueron finamente ajustadas a características selectivas, tales como orientación en línea, luminancia, color, movimiento, etc. Estos hallazgos dieron lugar a la pregunta de cómo estas características distintas están conectadas en un todo unificado, por ejemplo, el problema vinculante. Por ejemplo, cuando ves una pelota roja rodar, células sensibles al estímulo de movimiento en la corteza temporal medial, mientras que las células sensibles al color, forma y ubicación estimulan en otras áreas. A Pesar de los diferentes estímulos neuronales, no percibes que la pelota está separada por la forma, el movimiento y las percepciones del color; percibes una experiencia integrada con todos estos componentes ocurriendo al mismo tiempo. La pregunta de cómo estos elementos están combinados es la esencia del problema vinculante y continuó hacia los finales de los años 1990. Un número posible de mecanismos fueron previstos, incluyendo las células de la abuela respondiendo a conjunciones específicas de características que identifican a un objeto en particular;; conjuntos de células locales en los que convergen las rutas de diferentes mapas de características, es probable que con conexiones ajustables que permiten el camino flexible de las señales; un escaneo en serie de diferentes áreas espaciales seleccionadas por una ventana de atención ajustable, combinando las características que cada una contiene y excluyendo las características del área adyacente; detección de contigüidad temporal: las partes y propiedades cuyo inicio, desplazamiento o movimiento coinciden probablemente pertenecen al mismo objeto de disparos sincronizados de células que responden a características del mismo objeto, quizás asistidas por actividad neuronal oscilatoria. Treisman usó fallas de unión para arrojar luz sobre sus mecanismos subyacentes. Específicamente, descubrió que los pacientes con daño cerebral izquierdo tienen conjunciones ilusorias crecientes y una disminución del rendimiento en una tarea de atención con claves espaciales, lo que sugiere un vínculo entre la unión atencional y los lóbulos parietales. Treisman también citó la evidencia corroborante de la tomografía por emisión de positrones y los estudios potenciales relacionados con el evento que eran consistentes con la cuenta de atención espacial de integración de características.
El trabajo de Treisman formó la base de miles de experimentos en psicología cognitiva, ciencias de la visión, ciencia cognitiva, neuropsicología y neurociencia cognitiva.

## Honores
Treisman fue elegida miembro en la Royal Society of London en 1989, a la  Academia Nacional de Ciencias de Estados Unidos en 1994, y a la Academia Estadounidense de las Artes y las Ciencias en 1995, así como miembro William James de la American Psychological Society en 2002. Treisman recibió el Premio Grawemeyer de Psicología de la Universidad de Louisville en 2009 por su explicación de cómo nuestros cerebros crean imágenes significativas a partir de lo que vemos. En 2013, Treisman recibió la Medalla Nacional de la Ciencia entregada por el presidente Barack Obama por su trabajo pionero en el estudio de la atención.

## Ensayos importantes
- Treisman, A.; Gelade, G. (1980). «A feature integration theory of attention». Cognitive Psychology 12: 97-136. PMID 7351125. doi:10.1016/0010-0285(80)90005-5.
- Treisman, A (1991). «Search, similarity and the integration of features between and within dimensions». Journal of Experimental Psychology: Human Perception and Performance 17: 652-676. doi:10.1037/0096-1523.17.3.652.
- Treisman, A. (noviembre de 1986). «Features and Objects in Visual Processing» (pdf). Scientific American (New York City) 255 (5): 114-125. doi:10.1038/scientificamerican1186-114B. Archivado desde el original el 20 de octubre de 2016. Consultado el 22 de octubre de 2018.

## Otras leturas
- Sheehy, Noel; Chapman, Anthony J.; Conroy, Wenday A., eds. (2016). Biographical Dictionary of Psychology. World Reference Series (Reprint edición). Routledge. ISBN 978-1-136-79885-6.